# Trequanda
Trequanda település Olaszországban, Toszkána régióban, Siena megyében. Lakosainak száma 1166 fő (2023. január 1.). Trequanda Asciano, Pienza, Rapolano Terme, Montalcino, Sinalunga és Torrita di Siena községekkel határos.

## Népesség
A település lakossága az elmúlt években az alábbi módon változott:
| Lakosok száma | 1248 | 1221 | 1166 |
|               | 2017 | 2018 | 2023 |